# Западная Лица (губа)
За́падная Ли́ца — узкий залив-фьорд Баренцева моря на Мурманском берегу Кольского полуострова. Один из самых крупных заливов северного побережья Мурманской области вместе с Кольским заливом, Ура-Губой и губой Печенга.
Расположена на северном побережье Мурманской области в 25 километрах к востоку от полуострова Рыбачьего в акватории Мотовского залива. Протяжённость Западной Лицы — около 17 километров, ширина — до 1,8 километра. Берега неровные и скалистые, высота сопок по берегам залива — 120—270 метров. Глубина — 98 метров в северной части и 84 в южной части в районе губы Нерпичьей. Из Западной Лицы ответвляется несколько менее крупных заливов — губа Лопаткина, губа Андреева, губа Нерпичья и другие.
На самом входе в неё расположен остров Кувшин длиной 1,1 километра, чуть южнее, у восточного побережья — остров Блюдце, круглой формой диаметром около 350 метров, ещё южнее, в районе военного городка Малая Лопатка, два острова длиной 900 и 800 метров и, на самом юге губы, небольшой остров длиной всего 115 метров.
С юга в губу впадает одноимённая река, с востока недалеко от острова Блюдце — река Малая Лица и ещё множество более мелких речек и ручьёв с окрестных сопок.
На обоих берегах губы расположены военные городки — Губа Нерпичья, Губа Лопаткина, Губа Малая Лопатка и Губа Андреева, входящие в состав Заозёрска и образующие пункт базирования Западная Лица.
В 1939—1940 годах в губе Западная Лица действовала секретная база германского флота «Базис Норд».
В феврале 1982 года на хранилище отработанного ядерного топлива, расположенном на берегу залива произошла радиационная авария, во время которой в воды губы Андреева и Баренцева моря вытекло около 700 тыс. тонн высокорадиоактивной воды.